# Ludmiła
Ludmiła (IPA: lud'miu̯a) ist ein weiblicher Vorname. 

## Herkunft
→ Hauptartikel: Ludmilla
Bei Ludmiła ist die polnische Form des slawischen Namens Ludmila, zusammengesetzt aus den Elementen lyudu (Leute, Menschen, Volk) and milu (lieb).

## Varianten

### Weiblich
- Ludomiła (IPA: ludɔ'miu̯a)
- Ludzimiła (IPA: ludʑi'miu̯a)
- Ludźmiła (IPA: ludʑ'miu̯a)

### Männlich
- Ludmił
- Ludomił

weitere Varianten: siehe Ludmilla

## Namenstage
Polnische Namenstage für Ludmiła sind der 30. Juli, der 16. September und der 26. Oktober
Die polnischen Namenstage für Ludomiła sind der 20. Februar und der 7. Mai.

## Bekannte Namensträgerinnen
- Ludmiła Jakubczak (1939–1961), polnische Sängerin und Tänzerin
- Ludmiła Marjańska (1923–2005), polnische Lyrikerin und Übersetzerin